# Migueli
Miguel Bernardo Bianquetti, plus connu sous le nom de Migueli, né le 19 décembre 1951 à Ceuta, est un ancien joueur espagnol de football qui évoluait au poste de défenseur central.

## Biographie

### Débuts
Né à Ceuta, ville espagnole africaine située au nord du Maroc, il débute de football dans sa cité natale à l'O'Donnell de Ceuta. Il traverse ensuite le détroit de Gibraltar pour rejoindre le club de Cadix CF. D'abord chez les jeunes, puis en équipe première, il devient rapidement indispensable. Il évolue notamment sous les ordres de Domènec Balmanya, ancien joueur et entraineur du FC Barcelone. Ce dernier le recommande à son ancien club qui le recrute en 1973. 

### Ascension au FC Barcelone
Réquisitionné pour son service militaire, il ne dispute cependant qu'un seul match lors de sa première saison et suit de loin son équipe qui remporte la Liga. Il parvient malgré tout à s'imposer dès la saison suivante dans le club catalan. Ses performances lui valent ses premières sélections en équipe nationale espagnole dès 1974. Au fil des saisons, il devient indiscutable en défense centrale. En 1978, sa carrière s'accélère. Après avoir remporté la Coupe du Roi, il est élu meilleur joueur espagnol de la saison, puis sélectionné pour la Coupe du monde de football de 1978 en Argentine par Ladislao Kubala. Dans le groupe de l'Autriche, du Brésil et de la Suède, il est propulsé titulaire dès le match d'ouverture. Battu 2-1 par les Autrichiens, il est reconduit contre le Brésil. Il sortira à la 51e minute et son équipe n'obtiendra pas mieux qu'un 0-0. Non aligné pour le dernier matchs contre les Suédois, il assiste à la victoire des siens qui sera néanmoins insuffisante pour se qualifier ; l'Espagne finit troisième du groupe derrière l'Autriche et le Brésil et rentre en Europe. La saison suivante, le Barça réalise un parcours dantesque en Coupe des Coupes où Migueli s'impose en finale 4-3 contre le Fortuna Düsseldorf avec la clavicule cassée. Migueli remporte son premier titre européen et écrit sa légende à Barcelone.

### Icône Barcelonaise
Devenu un membre incontournable des Blaugrana, il est de nouveau appelé avec l'équipe d'Espagne pour l'Euro. Dans le groupe de la Belgique, de l'Angleterre, et Équipe d'Italie de football au Championnat d'Europe 1980. Avec un nul et deux défaites, Migueli et les siens terminent derniers de leurs groupes. Ce coup d'arrêt marque la fin de la carrière internationale du défenseur barcelonais à seulement 29 ans. Pour autant, il garde un haut niveau et reste indiscutable au FC Barcelone et remporte une autre Coupe du Roi en 1981. Il connait néanmoins un accroc en 1982 lorsqu'Udo Lattek est nommé à la tête du Barça. L'entraîneur allemand le relègue en effet au banc des remplaçants contre l'opinion publique ; Migueli ne jouera que six matchs cette saison-là. Il assiste depuis le banc à une nouvelle victoire du club catalan en Coupe des coupes. Lattek lui accorde néanmoins sa chance la saison suivante où il redevient titulaire avec une troisième Coupe du Roi à la clef. Les saisons s'enchainent et Migueli conserve sa place de titulaire ; il participe activement au gain du Championnat d'Espagne de 1985. Puis après une dernière Coupe du Roi en 1988, Migueli prend sa retraite en 1989, au sommet de sa gloire en 1989 à l'âge de 38 ans. Devenu une légende Barcelonaise, il établit un record ; avec 549 matchs sous le maillot barcelonais il est le joueur à avoir disputé le plus de matchs. Ce record tombera finalement 22 ans plus tard lorsque Xavi Hernández ne le rattrape le 2 janvier 2011 lors d'un match contre Levante en championnat.

## Profil
Surnommé Tarzan en référence à sa force physique, Migueli était reconnu pour son courage et son marquage implacable. Imprenable dans le jeu aérien, il parvenait souvent à marquer en phase offensive. Plus tard, on comparera souvent Carles Puyol à ce légendaire joueur du FC Barcelone.

## Parcours
- O'Donnell de Ceuta
- 1970-73 :   Cadix CF
- 1973-89 :   FC Barcelone

## Palmarès
- Coupe d'Europe des vainqueurs de coupe : 1978-1979, 1981-1982.
- Championnat d'Espagne : 1973-1974, 1984-1985.
- Coupe du Roi : 1977-1978, 1980-1981, 1982-1983, 1987-1988.
- Supercoupe d'Espagne : 1984.
- Coupe de la ligue d'Espagne : 1982, 1986.

## Distinctions personnelles
- Prix Don Balón de Meilleur joueur espagnol : 1978 et 1985